# CD Projekt

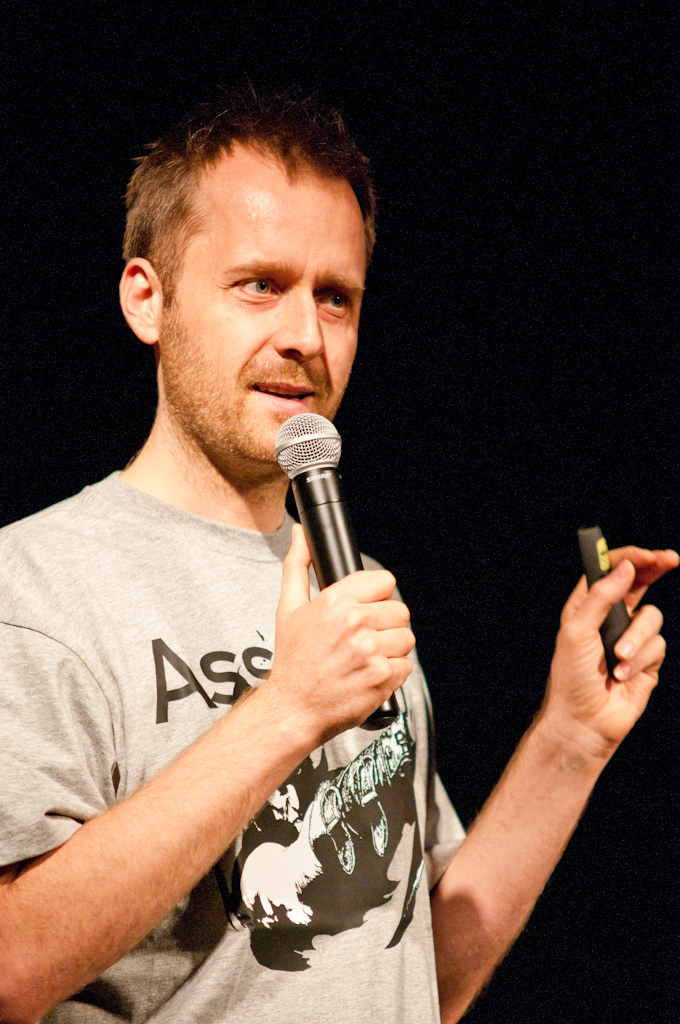
Medgrundare och ägare Marcin Iwiński.

CD Projekt S.A. är en polsk spelutvecklare samt förläggare, med huvudkontor i Warszawa. Företaget är grundat av Michał Kiciński and Marcin Iwiński år 2002. Verksamheten innan 2002 innefattade försäljning av datorspel och då främst import av utländska spel för lokal försäljning i Polen. Sedan 2002 har företaget agerat som spelutvecklare, med The Witcher-serien som dess debut. 2008 lanserade företaget speldistributionshemsidan Good Old Games, som senare kom att heta GOG.com.

## Historia
Företaget började med att översätta västerländska datorspel till polska och ge ut dem, och samarbetade med Interplay Entertainment för två Baldur's Gate-spel. CD Projekt arbetade med PC-versionen av Baldur's Gate: Dark Alliance när Interplay upplevde ekonomiska svårigheter. Spelet avbröts och företaget beslutade att återanvända koden för sitt eget datorspel. Det blev The Witcher, ett datorspel baserat på böcker av Andrzej Sapkowski.

## Ludografi
| År   | Titel                                      | Plattform                                  | Noter                                                             |
| ---- | ------------------------------------------ | ------------------------------------------ | ----------------------------------------------------------------- |
| 2007 | The Witcher                                | Microsoft Windows, OS X                    | Enhanced Edition släppt 2008                                      |
| 2011 | The Witcher 2: Assassins of Kings          | Microsoft Windows, OS X, Linux, Xbox 360   | Enhanced Edition släppt 2012                                      |
| 2014 | The Witcher Adventure Game                 | Microsoft Windows, OS X, iOS, Android      | Utvecklat tillsammans med Can Explode                             |
| 2015 | The Witcher Battle Arena                   | iOS, Android                               | Utvecklat tillsammans med Fuero Games                             |
| 2015 | The Witcher 3: Wild Hunt                   | Microsoft Windows, Playstation 4, Xbox One |                                                                   |
| 2015 | The Witcher 3: Wild Hunt – Hearts of Stone | Microsoft Windows, Playstation 4, Xbox One | Expansionspaket till The Witcher 3                                |
| 2016 | The Witcher 3: Wild Hunt – Blood and Wine  | Microsoft Windows, Playstation 4, Xbox One | Expansionspaket till The Witcher 3                                |
| 2018 | Gwent: The Witcher Card Game               | Microsoft Windows, Playstation 4, Xbox One | Förverkligande av ett spel som formulerats i The Witcher 3        |
| 2018 | Thronebreaker: The Witcher Tales           | Microsoft Windows, Playstation 4, Xbox One | Eget spel för solo-kampanjen i Gwent, o.k.s. Gwent: Thronebreaker |
| 2020 | Cyberpunk 2077                             | Microsoft Windows, Playstation 4, Xbox One |                                                                   |